# Selo pri Ihanu
Selo pri Ihanu – wieś w Słowenii, w gminie Domžale. W 2018 roku liczyła 315 mieszkańców.